# Диалог у новогодней ёлки
«Диалог у новогодней ёлки» — стихотворение поэта Юрия Левитанского, впервые опубликованное в журнале «Знамя» (1970, № 1). Произведение стало основой для песни, прозвучавшей в фильме Владимира Меньшова «Москва слезам не верит».

## Публикация. Цензурное вмешательство
— Что происходит на свете? — А просто зима.

— Просто зима, полагаете вы? — Полагаю.

Я ведь и сам, как умею, следы пролагаю

в ваши уснувшие ранней порою дома.

— Что же за всем этим будет? — А будет январь.

— Будет январь, вы считаете? — Да, я считаю.

Я ведь давно эту белую книгу читаю,

этот, с картинками вьюги, старинный букварь.
«Диалог у новогодней ёлки» был передан Левитанским в журнал «Знамя». Отдел поэзии этого издания, решив, что тематически стихотворение соотносится с январём, запланировал его к публикации в 1-м номере за 1970 год. Номер был свёрстан и уже готовился к печати, когда руководитель отдела критики Дмитрий Стариков выразил сомнения по поводу актуальности некоторых авторских «прогнозов». Речь, в частности, шла о двустишии «— Чем же всё это окончится? — Будет апрель. / — Будет апрель, вы уверены? — Да, я уверен». По мнению Старикова, в преддверии апрельского празднования 100-летия со дня рождения Ленина отсылка к этому месяцу выглядела двусмысленной и могла вызвать вопросы в инстанциях, отвечающих за идеологическую направленность периодических изданий: «Будто в нынешнем году апрель — обыкновеннейший и с ним дозволено шутки шутить!»
Как вспоминала руководитель отдела поэзии «Знамени» Ирина Янская, после долгих дискуссий редакционная коллегия решила оставить стихотворение Левитанского в новогоднем номере. Тем не менее слово «апрель» в журнальной публикации было заменено на «капель».

## Художественные особенности

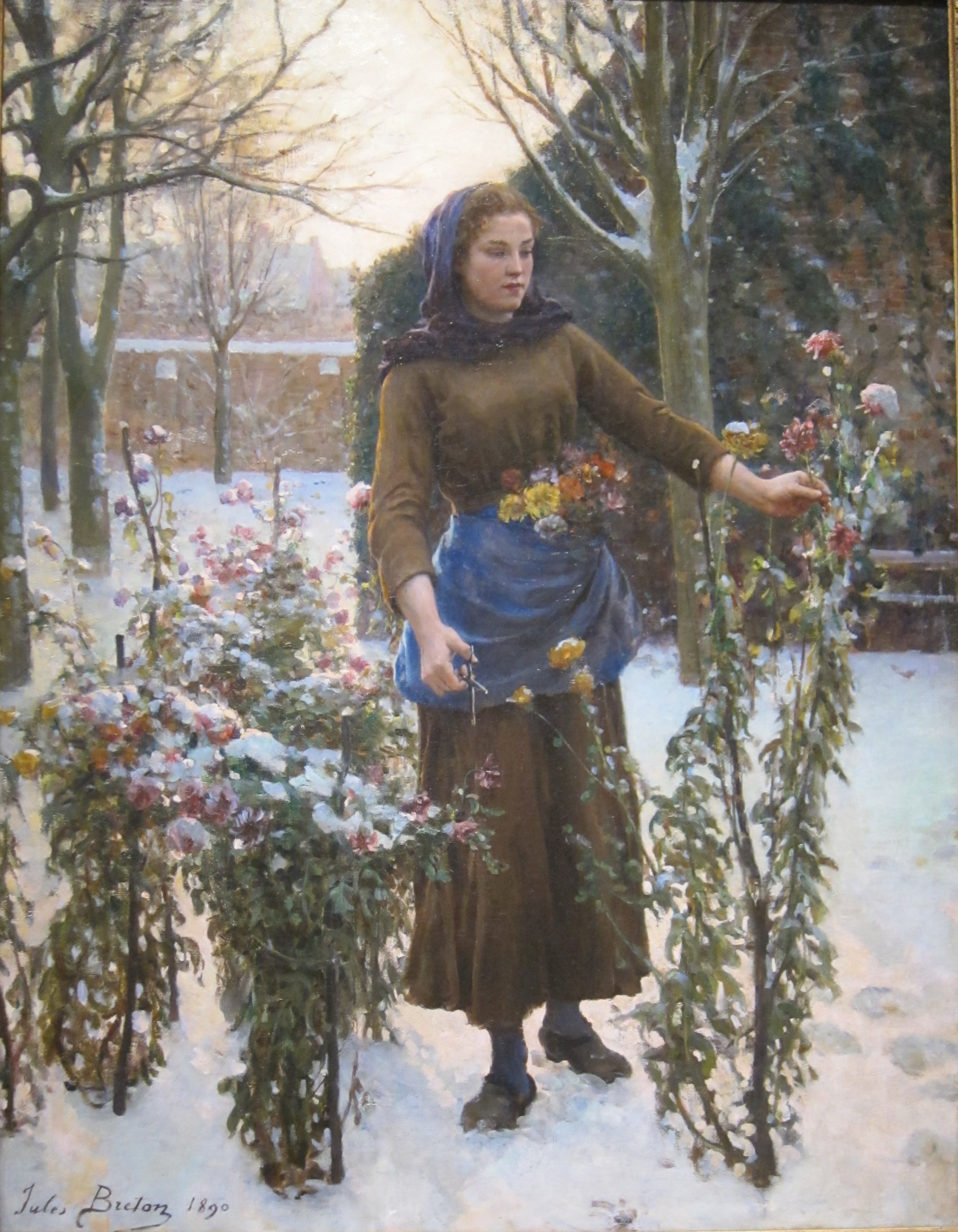
Жюль Бретон. «Последние цветы»

По словам писателя Ефима Бершина, Левитанский, до конца дней сохранявший в себе черты «большого ребёнка», относился к январю с непосредственностью школьника, ценящего первый месяц года за праздничную атмосферу, зимние каникулы и собственный день рождения. «Ёлочные проповеди» поэта, включённые в «Диалог…», состоят из трёх пунктов: власть любой вьюги недолговечна; «следует жить»; «следует шить… сарафаны и лёгкие платья из ситца».
Начало января для лирического героя стихотворения — это период, когда замыкается круг, пересекаются исходные и финальные точки, заново рождается время. Зимние «кабала и опала» не должны пугать его собеседницу: в заснеженной природе постепенно пробивают себе дорогу ростки весны. Тему пробуждения новой жизни несёт не только авторская убеждённость в том, что «будет апрель», но и появляющийся в финальных строчках мотив карнавала, создающего «ускользающе-новогоднее настроение».
Карнавал носит вселенский характер, это особое состояние всего мира, его возрождение и обновление, к которому все причастны…  Атмосфера карнавальности, воссоздаваемая в «Диалоге…», и делает узнаваемым сам Новый год — праздник, где мотив вечного возвращения модифицируется мотивом кругового движения масок вокруг ёлки. А ёлка в новогодней обрядности выступает не только как символ древа жизни, но и как символ мирового древа.

## Воплощение в музыке
Песня «Диалог у новогодней ёлки» звучит в фильме «Москва слезам не верит», вышедшем на экраны в 1980 году. Композитор Сергей Никитин, исполнивший её вместе с Татьяной Никитиной, рассказывал, что, приступив к работе над картиной в тот момент, когда лента была смонтирована, он написал музыку только к песне «Александра»: «А другая звучавшая в фильме песня „Диалог у новогодней ёлки“ на стихи Юрия Левитанского уже существовала».
Другая версия песни на стихи Юрия Левитанского, изначально имевшая название «Белая книга», была написана композитором Эдуардом Колмановским; в том же 1980 году она вышла в исполнении Валентины Толкуновой и Леонида Серебренникова на фирме «Мелодия» и прозвучала в программе «Песня-80».